# Maggie McNamara
Marguerite McNamara, detta Maggie (New York, 18 giugno 1928 – New York, 18 febbraio 1978), è stata un'attrice e modella statunitense.

## Biografia
Sua madre era nata in Inghilterra da genitori irlandesi. La McNamara frequentò la Textile High School di New York, lavorò come modella mentre studiava recitazione e danza, diventando una delle indossatrici di maggior successo dell'agenzia di moda di John Robert Powers. Nell'aprile 1950 apparve sulla copertina della rivista Life Magazine. Dopo aver visto la sua foto, il produttore cinematografico David O. Selznick le offrì un contratto ma lei rifiutò per continuare la sua carriera di modella e i suoi studi di danza e recitazione.
Nel giugno 1951 iniziò la sua carriera di attrice professionista, ottenendo il ruolo di Patty O'Neill nella produzione teatrale di Chicago di The Moon Is Blue. Scritta da F. Hugh Herbert, la pièce era già stata un successo di Broadway con l'interpretazione di Barbara Bel Geddes, alla quale Maggie McNamara subentrò nel ruolo di Patty O'Neill.
Nel 1953 l'attrice riprese il medesimo ruolo nell'adattamento cinematografico di Otto Preminger, La vergine sotto il tetto, un film che si rivelò controverso a causa dei temi sessuali trattati e per la citazione di parole come "vergine", "incinta" e "sedurre". Pur non riuscendo a ottenere il sigillo di approvazione della MPAA, la casa produttrice United Artists decise comunque di distribuire la pellicola, che però venne subito vietata in Kansas, Ohio e Maryland e fu condannata dalla Legione Nazionale della Decenza. Nonostante le polemiche e le critiche contrastanti, il film fu un successo di pubblico e incassò $ 3,5 milioni al botteghino. La McNamara venne candidata all'Oscar alla miglior attrice nel 1954 ed ebbe anche una candidatura ai BAFTA quale migliore attrice esordiente.
La McNamara firmò un contratto con la 20th Century Fox e apparve nella commedia sentimentale Tre soldi nella fontana (1954), che fu accolto favorevolmente e contribuì ad aumentare la sua popolarità. L'anno seguente recitò al fianco di Richard Burton nel film Il principe degli attori (1955), dopo il quale la sua carriera ebbe una battuta d'arresto. Il declino potrebbe ricondursi al rifiuto dell'attrice di trasferirsi a Los Angeles, ma anche alla sua riluttanza a prestarsi a campagne pubblicitarie facendosi ritrarre in immagini stile pin up, come la Fox in genere si aspettava dalle proprie star femminili. Altra causa potrebbero essere stati i problemi emotivi dell'attrice: nel suo libro di memorie del 1977, il regista Otto Preminger scrisse: "Maggie ha sofferto molto dopo essere diventata una star. Quando è andato storto il suo matrimonio con il regista David Swift. Ha sofferto di una crisi di nervi".
Dopo il 1955, la McNamara recitò in maniera discontinua sia al cinema che sul piccolo schermo. Nel 1962 tornò a Broadway nella commedia Step on a Crack, mentre l'anno seguente Otto Preminger le affidò un piccolo ruolo nella pellicola Il cardinale (1963), che fu l'ultima apparizione cinematografica dell'attrice. Nello stesso anno recitò come guest-star nella quinta stagione del telefilm Ai confini della realtà, nell'episodio Ring-a-Ding Girl, mentre la sua ultima apparizione sul piccolo schermo fu nella serie L'ora di Hitchcock, nell'episodio Body in the Barn.
Dopo la sua definitiva uscita di scena, la McNamara venne dimenticata dal pubblico e lavorò per diverso tempo come dattilografa. Il 18 febbraio 1978 venne trovata morta nel suo appartamento di New York, dopo aver assunto intenzionalmente una dose eccessiva di sonniferi e tranquillanti; secondo i rapporti della polizia, soffriva di disturbi mentali. Venne sepolta nel cimitero di Saint Charles a Farmingdale, New York.

## Vita privata
Si sposò nel 1951 con il regista David Swift. La coppia non ebbe figli e il matrimonio terminò con il divorzio. L'attrice ebbe poi una breve relazione con lo sceneggiatore Walter Bernstein, ma non si risposò più.

## Filmografia parziale

### Cinema
- La vergine sotto il tetto (The Moon Is Blue), regia di Otto Preminger (1953)
- Tre soldi nella fontana (Three Coins in the Fountain), regia di Jean Negulesco (1954)
- Il principe degli attori (Prince of Players), regia di Philip Dunne (1955)
- Il cardinale (The Cardinal), regia di Otto Preminger (1963)

### Televisione
- Ai confini della realtà (The Twilight Zone) – serie TV, episodio 5x13 (1963)
- Ben Casey – serie TV, episodio 3x16 (1963)
- La grande avventura (The Great Adventure) – serie TV, episodio 1x13 (1964)
- The Greatest Show on Earth – serie TV, episodio 1x21 (1964)
- L'ora di Hitchcock (The Alfred Hitchcock Hour) – serie TV, episodio 2x32 (1964)

## Riconoscimenti
- Premi Oscar
  - 1954 – Candidatura alla miglior attrice per La vergine sotto il tetto
- BAFTA
  - 1955 – Candidatura alla migliore attrice debuttante per La vergine sotto il tetto

## Doppiatrici italiane
- Fiorella Betti in La vergine sotto il tetto, Tre soldi nella fontana
- Rina Morelli in Il principe degli attori
- Maria Pia Di Meo in Il cardinale